# 楊永泰
楊 永泰（よう えいたい）は清末民初の政治家。清末は立憲派、護法運動時は政学派（政学系）、国民政府時代は新政学派（新政学系）として活動した。字は暢卿。

## 事績

### 反袁世凱の活動
富裕な家に生まれる。伝統的な教育を受け、若くして秀才となった。しかし1901年（光緒27年）、広東高等学堂に入学し、以後は西洋型教育を受けている。まもなく北京法政専門学校に入学した。卒業後は広州に戻り、『広東報』の主筆となる。1908年（光緒34年）、広東省咨議局議員となり、立憲派として活動した。
中華民国成立後の1912年（民国元年）、臨時参議院参議員に当選した。同年、宋教仁率いる国民党が成立すると、楊永泰もこれに加入した。1914年（民国3年）、袁世凱の命令により国会が停止されると、楊は上海に移る。『正誼雑誌』を創刊して、反袁の主張を宣伝した。同年7月、黄興、李根源、陳独秀、鄒魯らとともに欧事研究会を組織した。これは、孫文（孫中山）らの中華革命党とともに反袁の主要団体となった。
1915年（民国4年）8月、袁世凱が皇帝即位を画策すると、楊永泰、谷鍾秀らは反袁の共和維持会を組織する。さらに10月には、『中華新報』を創刊して、反袁の宣伝をより強化した。楊らの言論活動は、同年12月の護国戦争（第三革命）において世論喚起の役割を果たし、護国軍に対する重要な側面支援となった。

### 政学派として
1916年（民国5年）6月の袁世凱死後、国会が回復したため、楊永泰は再び議員活動を再開する。国会においては、梁啓超らが組織した憲法研究会に対抗する憲法商榷会に所属した。同年11月、李根源、張耀曽、谷鍾秀、鈕永建らとともに、政学会を組織し、楊は13人の幹事の1人となった。これが政学派の始まりである。1917年（民国6年）7月、国務総理段祺瑞との対立から、楊ら政学会の構成員たちは、南下して広州入りする。そして孫文を支持し、国会非常会議を開催した。
その後、孫文は陸海軍大元帥に選出された。しかし楊永泰ら政学派は、岑春煊を領袖として擁立し、広西派（桂系、旧広西派）の陸栄廷らと連合して、孫と敵対した。その結果、1918年（民国7年）5月、大元帥制が7総裁による集団指導体制に改められ、岑が主席総裁となり、政学派と広西派が南方政府の主導権を握った。楊は、軍政府財政庁長、広東省財政庁長、広州市政分所督弁、広東省長などを歴任した。
しかし、次第に政学派と広西派の権力独占への反発が高まる。1920年（民国9年）に孫文、唐継尭（雲南派）らが反撃に転じた。この結果、政学会は解散に追い込まれる。10月には、孫文らを支持する粤軍（広東軍）の陳炯明の攻撃を受けて岑春煊は下野し、広西軍は広東から駆逐された。楊永泰も逃亡し、その後しばらくは、北京政府側の要人として活動することになる。

### 新政学派の指導者へ
北京政府崩壊後の1928年（民国17年）、楊永泰は、国民政府外交部長黄郛の推薦により国民政府入りする。まもなく国民政府軍事委員会参議として蔣介石の腹心・参謀となった。楊は、「馮玉祥を経済手段により、閻錫山を政治手段により、李宗仁を軍事手段により始末し、そして張学良は外交手段を用いて取り込むべきである」旨の進言を蔣に対して行い、蔣もこれを採用した。これにより、馮・閻・李を反蔣戦争に追い込んでしまう紆余曲折があったものの、最終的には、楊の進言どおりに蔣が国民政府における指導権を獲得することになった。
1931年（民国20年）から中国共産党掃討作戦が開始されたが、第1次から第3次の掃討作戦はすべて失敗に終わった。そこで楊永泰は、「三分軍事、七分政治」の策を蔣介石に進言した。これはすなわち、保甲制度や行政督察専員制度などの政治的手段を用いて共産党を政治的・経済的に追い詰め、さらに蔣の非直系部隊を討伐に差し向けて潜在的な敵対勢力を弱体化させることを内容としていた。蔣はこれを採用し、1933年（民国22年）2月、楊は軍事委員会委員長南昌行営秘書長兼第2庁長に任命された。
1934年（民国23年）には、蔣介石が唱導する新生活運動の企画・立案について、楊永泰がこれを担当した。1935年（民国24年）1月、軍事委員会委員長四川行営秘書長に就任した。楊は、川軍（四川軍）軍人たちの権限・影響力を削減して蔣の権力を浸透させるために、前年から立案していた行政督察専員制度などの様々な施策を実行している。同年2月、湖北省政府主席に転じた。行政改革・政治改革を実施して、やはり国民政府中央の権力浸透を推進している。
以上のような様々な貢献により、楊永泰は中国国民党内で「新政学派」と呼ばれる派閥を形成した。この派閥には、張群など有力政治家が属している。しかし、楊を始めとする新政学派の台頭には、陳果夫・陳立夫らのCC派が不快感を抱き、次第に両派は激しく党内抗争を繰り広げるようになる。
1936年（民国25年）10月25日、楊永泰は漢口訪問中に、CC派が派遣した刺客に襲撃され、暗殺された。享年57。